# Ole Jakobsen
Ole Jakobsen (ur. 19 października 1942, zm. w czerwcu 2010) – duński szachista, mistrz międzynarodowy od 1973 roku.

## Kariera szachowa
Od połowy lat 60. do połowy 80. XX wieku należał do czołówki duńskich szachistów. Wielokrotnie startował w finałach indywidualnych mistrzostw kraju, trzykrotnie (1969, 1971 i 1980) zdobywając złote, a w 1968, 1974 i 1984 r. – srebrne medale. Pomiędzy 1964 a 1984 r. sześciokrotnie (w tym raz na I szachownicy) wystąpił na szachowych olimpiadach (najlepszy wynik: 1978 – VII m.), natomiast w 1970 i 1983 r. – na drużynowych mistrzostwach Europy. We wcześniejszych latach reprezentował Danię na drużynowych mistrzostwach świata studentów (trzykrotnie: 1961, 1962 i 1966), w 1966 r. zdobywając wraz z zespołem brązowy medal.
W 1961 r. zajął w Hadze II m. w finale B mistrzostw świata juniorów do lat 20 (co odpowiadało wówczas XIV m. na świecie). W 1969 r. odniósł jeden z największych sukcesów w karierze, zdobywając w Linköping tytuł mistrza krajów nordyckich. W turnieju tym uzyskał bardzo dobry wynik (11½ pkt w 13 partiach) i w końcowej klasyfikacji wyprzedził Ulfa Anderssona oraz Heikki Westerinena.
Inne sukcesy odniósł m.in. w:
- Zurychu (1962, turniej juniorów, I m.),
- Netanji (1973, turniej B, II m. za Izaakiem Radaszkowiczem),
- Amsterdamie (1973, turniej IBM-B, dz. III m. za Vlastimilem Jansą i Olegiem Romaniszynem, wspólnie z Hansem-Joachimem Hechtem),
- Sztokholmie (1973/74, turniej Rilton Cup, dz. I m. wspólnie z m.in. Istvánem Bilkiem i Heikki Westerinenem),
- Roskilde (1978, III m. za Larsem-Ake Schneiderem i Heikki Westerinenem),
- Kopenhadze (1998, III m. za Jonny Hectorem i Dariusem Zagorskisem oraz 1999, mistrzostwa miasta. I m.),
- Klaksvik (2002, dz. II m. za Kimem Pilgaardem, wspólnie z Jornem Slothem),
- Las Palmas (2005, dz. I m. wspólnie z Fernando Peraltą i Salvadorem Gabrielem Del Río Angelisem).

Po ukończeniu 60. roku życia zaczął z powodzeniem startować w rozgrywkach „weteranów”: w 2004 r. zajął IV m. w mistrzostwach Europy oraz VII m. – w mistrzostwach świata, natomiast w 2005 r. - VI m. w mistrzostwach świata.
Najwyższy ranking w karierze osiągnął 1 stycznia 1983 r., z wynikiem 2445 punktów dzielił wówczas 4-5. miejsce wśród duńskich szachistów.